# Feminaløbet
Feminaløbet er siden 2000 en serie på fire cirka 5 km motionsløb for kvinder, disse arrangeras i et samarbejde mellem Femina, OK Pan Aarhus i Aarhus, Odense Orienteringsklub i Odense, Københavns Idræts Forening i København og Aalborg Atletik og Motion i Aalborg. 

## Eksterne links
http://www.femina.kvindeloeb.org/ Arkiveret 3. marts 2009 hos  Wayback Machine